# Jorgie Porter

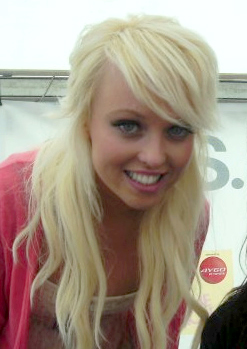
Jorgie Porter (2011)

Jorgina „Jorgie“ Alexandra Porter (* 25. Dezember 1987 in Trafford, Greater Manchester, England) ist eine britische Schauspielerin. Bekannt wurde sie durch ihre Rolle der Theresa McQueen in Hollyoaks und durch ihre Platzierungen in der Liste der Sexiest Women der Zeitschrift FHM.

## Leben und Karriere
Jorgie Porter wuchs bei ihrer Mutter und ihrer Großmutter auf. Ihre jüngere Schwester wuchs bei dem gemeinsamen Vater auf, den Porter selbst nur einmal im Alter von sieben Jahren traf.
Ab ihrem sechzehnten Lebensjahr besuchte Porter eine Ballettschule, nachdem ein ehemaliger Tänzer ihr gesagt hatte, dass sie Talent habe.
Im November 2008 wurde bekannt, dass Porter zur Besetzung der Channel-4-Seifenoper Hollyoaks gehören werde. Ihre Rolle sei die der Theresa McQueen. Diese Rolle verkörpert sie bis heute. 2012 nahm Jorgie Porter an der siebten Staffel von Dancing on Ice teil und erreichte den zweiten Platz. Ihr Tanzpartner war der Skater Matt Evers.
2013 belegte sie den 13. Platz in der Liste der Sexiest Women der Zeitschrift FHM.
Seit dem 15. November 2015 nahm Jorgie an der 15. Staffel der ITV-Sendung I’m a Celebrity…Get Me Out of Here! teil, wo sie unter 13 Teilnehmern einen Tag vor dem Finale als Fünftplatzierte ausschied.

## Filmografie
- seit 2008: Hollyoaks (Seifenoper)
- 2009–2012: Hollyoaks Later (Fernsehserie, elf Folgen)